# قلع دی‌اکسید
دی‌اکسید قلع (به انگلیسی: Tin dioxide) با فرمول شیمیایی SnO یک ترکیب شیمیایی است. که جرم مولی آن 134.709 g/mol می‌باشد. شکل ظاهری این ترکیب، به 2 شکل است که شکل پایدار آن آبی-سیاه و شکل غیر پایدار آن قرمز است.